# Sérénac
 Sérénac  là một xã thuộc tỉnh Tar trong vùng Occitanie ở phía nam nước Pháp. Xã này nằm ở khu vực có độ cao trung bình 380 mét trên mực nước biển.